# 佐竹義久
佐竹 義久（さたけ よしひさ、天文23年（1554年） - 慶長6年11月28日（1601年12月22日））は、日本の戦国時代の武将。家系は清和源氏の一家系・河内源氏の新羅三郎義光の孫・佐竹昌義を祖とする佐竹氏。常陸国の戦国大名佐竹氏の一門。佐竹東家4代当主。佐竹東家の当主佐竹義堅の次男。東義久（ひがし よしひさ）とも。受領名は山城守、中務大輔従五位下。武熊城城主。

## 経歴
佐竹東家の当主として、本家の当主佐竹義重に従って各地を転戦し、武功を挙げる。外交においても、天正7年には相模国後北条氏に対抗するための甲斐国の武田氏との同盟（甲佐同盟）締結に携わっている。一族の重鎮として重用され、佐竹氏の陸奥方面の軍権を任されたという。
のち豊臣秀吉と懇意になり、秀吉直轄地の代官を務めた。天正19年（1591年）1月2日、豊臣姓を下賜された。また文禄・慶長の役では、文禄2年（1593年）6月から約一ヶ月の間、義久が佐竹勢1,440人を率いて出陣している。これらの功績により、秀吉から直接、常陸国の鹿島郡・真壁郡に6万石を与えられ、さらに豊臣氏直轄領1,000石の代官も務め、独立大名の処遇となった。
佐竹家の動向が不安定だった関ヶ原の戦いの後、徳川家康と交渉し、佐竹本家の本領安堵を取り付けたと言われるが、直後に死亡。病死とも、家康により佐竹本家当主を義久とされることを嫌う勢力に暗殺されて死亡したとも伝わる。その翌年、1602年に佐竹氏は出羽に遷封となる。法名は節叟賢忠。

## 系譜
- 父：佐竹義堅：法名は月抱円公
- 母：不詳
- 正室：小野崎義昌の娘[3]
  - 長女：小少将（1580-1616）：宇都宮国綱の正室。佐竹義重の養女となって嫁ぎ、宇都宮義綱と娘・花を産む。のち徳川和子の乳母を勤める[4]
  - 嫡男：佐竹義賢（1584-1624）：佐竹東家5代当主。妻は小場義宗（佐竹義重の弟）の三女[3]
  - 三男：伊達宣宗（1594-1632）：伊達盛重の養子になる[5]
  - 四男：小野崎宣政：母の実家の小野崎氏へ養子入りする。人取橋の戦いの陣中に刺殺された小野崎義昌（佐竹義篤の子）の跡を継ぐ。妻は小場義宗（佐竹義昭の三男）の末娘[3]

- 生母不詳
  - 庶長子：大塚権之助（-1609）：大塚氏の養子になる。慶長14年3月8日、須田盛方(須田盛秀の三男で嗣子)を殺して自殺する。[6]
  - 次女：大関資増正室[7]

＊宣宗・宣政の2名は佐竹義宣（義重の子）より偏諱の授与を受けた。